# Theretra manilae
Theretra manilae är en fjärilsart som beskrevs av Clark 1922. Theretra manilae ingår i släktet Theretra och familjen svärmare. Inga underarter finns listade i Catalogue of Life.